# Гікет (піфагорієць)
Гікет (дав.-гр. Ἱκέτας або Ἱκέτης ; прибл. 400 — прибл. 335 до н. е.) — давньогрецький філософ піфагорійської школи. Він народився в Сіракузах. Як і його колега-піфагорієць Екфант і філософ-академік Гераклід Понтійський, він вважав, що добовий рух зір викликано обертанням Землі навколо своєї осі. Коли Коперник посилався на Нікета Сіракузського (Nicetus Syracusanus) у своїй роботі «Про обертання небесних сфер» як процитованого Цицероном стародавнього філософа, котрий також стверджував, що Земля рухалася, вважається, що він насправді мав на увазі Гікета.
Цицерон посилається на Гікета в другому томі «Академіки», цитуючи, у свою чергу, Теофраста. За словами Хіта:
Цицерон [каже] «Гікет з Сіракуз, як каже Теофраст, вважає, що небо, Сонце, Місяць, зорі і фактично всі речі на небі залишаються нерухомими, і ніщо інше у всесвіті не рухається, крім Землі; але коли Земля обертається і крутиться навколо своєї осі з надзвичайною швидкістю, все відбувається так само, як якщо б Земля була нерухома, а небо рухалося». Звичайно, це не дуже добре виражено… але Цицерон має на увазі не більше, ніж те, що обертання Землі є повною заміною очевидному щоденному обертанню неба в цілому.